# Struthanthus quandrangularis
Struthanthus quandrangularis är en tvåhjärtbladig växtart som beskrevs av J. Kuijt. Struthanthus quandrangularis ingår i släktet Struthanthus och familjen Loranthaceae. Inga underarter finns listade i Catalogue of Life.